# Ludwig Yorck von Wartenburg
Johann David Ludwig Yorck von Wartenburg (født 26. september 1759 i Potsdam, død 4. oktober 1830 ved Breslau) var en preussisk greve og feltmarskal.
Yorck indtrådte 1772 i hæren som junker. I 1779 måtte han imidlertid på grund af insubordination forlade den preussiske hær og gik i hollandsk tjeneste. Her tjente han 1783—84 i Ostindien i Schweizerregimentet Meuron. I 1787 optogs han som kaptajn atter i den preussiske hær. Han forfremmedes 1792 til major og udmærkede sig under felttoget i Polen. Som brigadekommandør dækkede han 1806 hertugen af Weimars overgang over Elben og førte derefter arrièregarden for Blüchers korps til Lübeck, hvor han såredes hårdt og blev krigsfange. I 1807 udnævntes han til generalmajor og blev 1810 generalinspektør for samtlige lette tropper, af hvis uddannelse han havde stor fortjeneste. I 1811 blev Yorck generalguvernør over provinsen Preussen, og under Napoleons felttog i Rusland i 1812 var han først næstkommanderende, snart derefter øverstkommanderende over det hjælpekorps, Preussen som Napoleons forbundsfælle måtte stille til dennes rådighed. Udpræget preusser, som han var, søgte han så vidt muligt at hævde korpsets selvstændighed, og under tilbagetoget sluttede han 30. december med den russiske general Diebitsch konventionen i Tauroggen, ifølge hvilken det preussiske korps skulle betragtes som neutralt. Derefter førte han sit korps til Königsberg og ledede som generalguvernør folkerejsningen mod Napoleon i provinsen Preussen. I 1813 deltog Yorck med hæder i slagene ved Grossgörschen og Bautzen, fik befalingen over 1. armékorps og havde hovedfortjenesten af sejren ved Katzbach. 3. oktober åbnede han Blücher overgangen over Elben gennem sejren ved Wartenburg. 16. oktober sejrede han ved Möckern under store tab. 1. januar 1814 gik han over Rhinen, indtog St. Dizier, angreb 4. februar Châlons, der rømmedes af MacDonald, og reddede i fægtningen ved Montmirail general Sacken for tilintetgørelse. Endelig udmærkede han sig i slaget ved Laon 9.—10. marts og under kampen ved Paris. Efter våbenstilstanden fik Yorck  generalkommandoen i Schlesien, forfremmedes til general i infanteriet og fik tilnavnet von Wartenburg. Under felttoget 1815 havde han overkommandoen over det mellem Elben og Rhinen opstillede reservekorps. Efter fredsslutningen tog han sin afsked og udnævntes 1821 til generalfeltmarskal.